# Линёво (Ивановская область)
Линёво — деревня в Палехском районе Ивановской области. Входит в Пеньковское сельское поселение.

## География
Находится в 16,3 км к востоку от Палеха (19,6 км по автодорогам). Через деревню протекает речка Люлишка.

## Население
| 1859 | 1905 | 2010 |
| ---- | ---- | ---- |
| 89   | ↗197 | ↘22  |